# Юбилейный (Гомельская область)
Юбилейный (бел. Юбіле́йны) — посёлок в составе Улуковского сельсовета Гомельского района Гомельской области Республики Беларусь.

## География

### Расположение
В 3 км на восток от Гомеля, в 2 км от железнодорожная станция Берёзки.

## Транспортная система

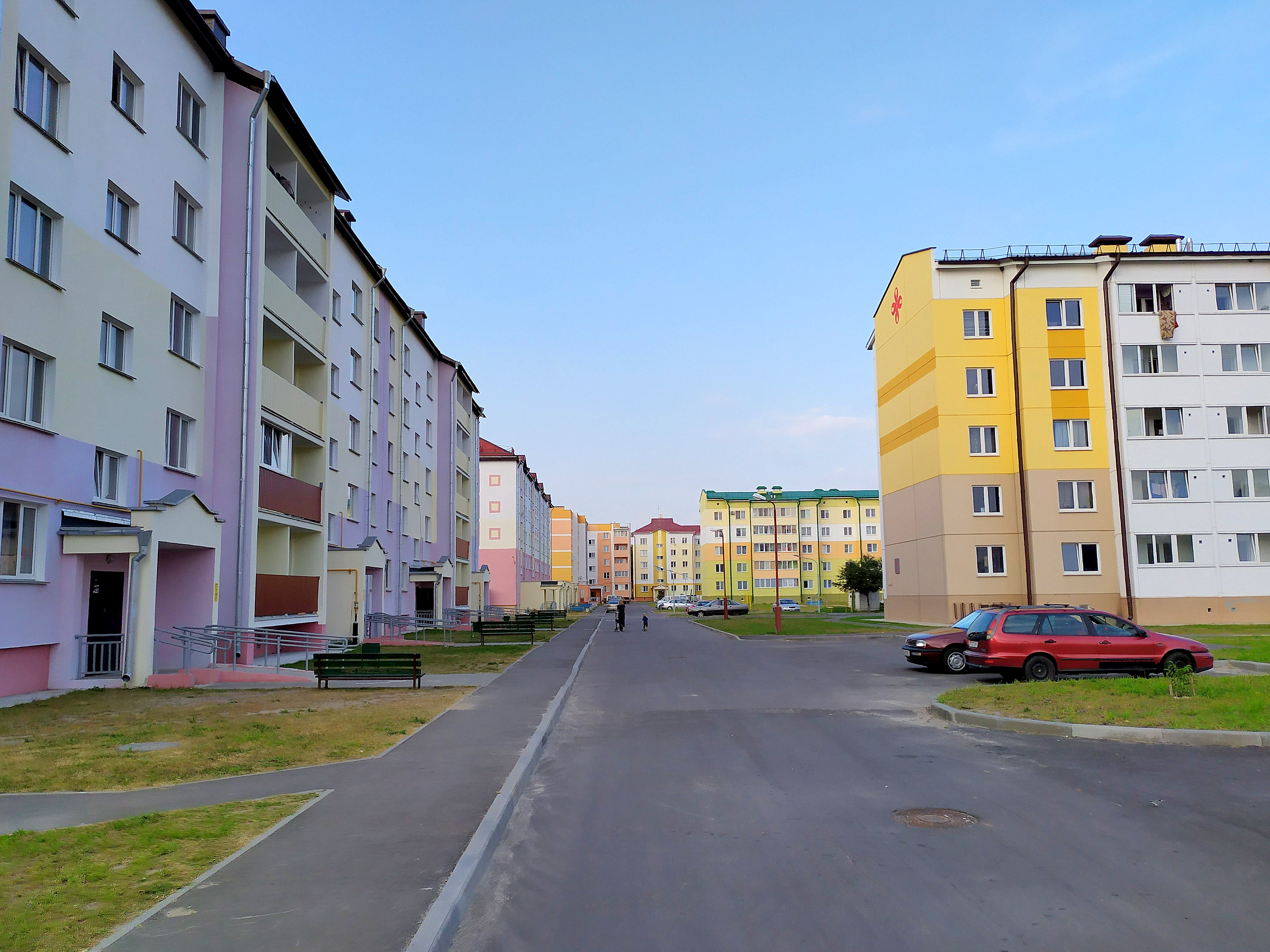

Рядом автомобильная дорога Добруш — Гомель.
В деревне 272 жилых дома (2004 год). Застройка квартальная, кирпичная и деревянная, преимущественно одноэтажная.

## История
Основан в начале XX века. Наиболее активная застройка велась после Великой Отечественной войны, когда здесь начала формироваться ремонтно-прокатная база треста «Белтрансстрой».

## Население

### Численность
- 2004 год — 272 двора, 811 жителей

### Динамика
- 1959 год — 172 жителя (согласно переписи)
- 2004 год — 272 двора, 811 жителей

## Достопримечательность
- Братская могила